# Futebol nos Jogos Pan-Americanos de 2007 - Feminino
O torneio feminino de futebol nos Jogos Pan-Americanos de 2007 ocorreu entre 12 e 26 de julho. Dez equipes participaram do evento.

## Medalhistas
|  | BRA Brasil |  | USA Estados Unidos |  | CAN Canadá |
|  | Andréia Suntaque Simone Jatobá Aline Pellegrino Renata Costa Elaine Moura Rosana Augusto Daniela Alves Formiga Kátia Cilene Marta Silva Cristiane Silva Bárbara Barbosa Pretinha Maycon Tânia Maranhão Grazielle Nascimento Daiane Rodrigues Ester Santos |  | Alyssa Naeher Brittany Taylor Nikki Washington Kaley Fountain Teresa Noyola Nikki Marshall Casey Nogueira Lauren Cheney Jessica McDonald Michelle Enyeart Tobin Heath Kylie Wright Lauren Barnes Gina Dimartino Becky Edwards Lauren Wilmoth Kelley O'Hara Chantel Jones |  | Karina Leblanc Kristina Kiss Melanie Booth Melissa Tancredi Andrea Neil Sasha Andrews Rhian Wilkinson Diana Matheson Candace Chapman Martina Franko Randee Hermus Christine Sinclair Amy Walsh Kara Lang Katie Thorlakson Brittany Timko Any Vermeulen Taryn Swiatek |

## Formato
As dez equipes foram divididas em dois grupos de cinco equipes. Cada equipe jogou contra as outras do mesmo grupo, totalizando quatro jogos. As duas primeiras colocadas de cada grupo classificaram-se as semifinais. Nas semifinais, as vencedoras disputaram a final e as perdedoras lutaram pela medalha de bronze.

## Resultados

### Primeira fase

#### Grupo A
| Pos | Equipe  | Pts | J | V | E | D | GP | GC | SG  |
| --- | ------- | --- | - | - | - | - | -- | -- | --- |
| 1   | Brasil  | 12  | 4 | 4 | 0 | 0 | 26 | 0  | +26 |
| 2   | Canadá  | 9   | 4 | 3 | 0 | 1 | 22 | 8  | +14 |
| 3   | Jamaica | 4   | 4 | 1 | 1 | 2 | 3  | 17 | -14 |
| 4   | Equador | 3   | 4 | 1 | 0 | 3 | 4  | 17 | -13 |
| 5   | Uruguai | 1   | 4 | 0 | 1 | 3 | 3  | 16 | -13 |

| 12 de julho de 2007 14:00 | Equador | 0 – 1 | Jamaica     | Centro Esportivo Miécimo da Silva |
|                           |         |       | Vincent 51' | Árbitro: BOL Joaquín Antequera    |

| 12 de julho de 2007 15:30 | Brasil                                                                 | 4 – 0 | Uruguai | Estádio Olímpico João Havelange |
|                           | Daniela Alves 4', 70' · Cristiane Silva 18' (pen) · Rosana Augusto 37' |       |         | Árbitro: CRC Ricardo Cerdas     |

| 14 de julho de 2007 11:15 | Uruguai | 0 – 7 | Canadá                                                                | Centro Esportivo Miécimo da Silva |
|                           |         |       | Sinclair 7', 70', 84' · Hermus 38', 89' · Matheson 53' · Tancredi 80' | Árbitro: ARG Pablo Lunati         |

| 14 de julho de 2007 15:30 | Brasil                                                                                       | 5 – 0 | Jamaica | Estádio Olímpico João Havelange |
|                           | Kátia Cilene 9', 52' · Daniela Alves 23' · Marta Silva 65' (pen) · Cristiane Silva 85' (pen) |       |         | Árbitro: PAR Atilio Invernizzi  |

| 16 de julho de 2007 14:00 | Jamaica            | 1 – 1 | Uruguai          | Centro Esportivo Miécimo da Silva |
|                           | Padron 7' ((g.c.)) |       | Castro 67' (pen) | Árbitro: CHI Pablo Pozo           |

| 16 de julho de 2007 15:30 | Canadá                        | 4 – 0 | Equador | Estádio Olímpico João Havelange |
|                           | Neil 13' · Lang 24', 30', 50' |       |         | Árbitro: BOL Joaquín Antequera  |

| 18 de julho de 2007 11:15 | Brasil                                                                                                 | 10 – 0 | Equador | Estádio Olímpico João Havelange |
|                           | Cristiane Silva 10', 27', 30', 47' · Daniela Alves 18' · Marta Silva 35', 56', 74', 90' · Pretinha 66' |        |         | Árbitro: ARG Pablo Lunati       |

| 18 de julho de 2007 11:15 | Jamaica  | 1 – 11 | Canadá | Centro de Futebol Zico         |
|                           | Reid 60' |        | Sinclair 17', 24', 39', 45+1' · Kiss 32' · Wilkinson 41' · Vermeulen 42' · Lang 49' · Thorlakson 61', 84' · Neil 73' | Árbitro: BOL Joaquín Antequera |

| 20 de julho de 2007 15:00 | Brasil                                                                      | 7 – 0 | Canadá | Estádio do Maracanã     |
|                           | Marta Silva 25', 52', 72', 85' 88' · Rosana Augusto 50' · Daniela Alves 66' |       |        | Árbitro: CHI Pablo Pozo |

| 20 de julho de 2007 15:00 | Uruguai               | 2 – 4 | Equador                                             | Centro Esportivo Miécimo da Silva |
|                           | Castro 35' (pen), 74' |       | Freire 12' (pen) · Quintero 22', 86' · Pesantes 62' | Árbitro: PAR Atilio Invernizzi    |

#### Grupo B
| Pos | Equipe         | Pts | J | V | E | D | GP | GC | SG  |
| --- | -------------- | --- | - | - | - | - | -- | -- | --- |
| 1   | Estados Unidos | 9   | 4 | 3 | 0 | 1 | 15 | 5  | +10 |
| 2   | México         | 9   | 4 | 3 | 0 | 1 | 10 | 3  | +7  |
| 3   | Argentina      | 9   | 4 | 3 | 0 | 1 | 8  | 5  | +3  |
| 4   | Panamá         | 1   | 4 | 0 | 1 | 3 | 2  | 8  | -6  |
| 5   | Paraguai       | 1   | 4 | 0 | 1 | 3 | 4  | 18 | -14 |

| 12 de julho de 2007 11:15 | Argentina                | 2 – 0 | Panamá | Centro Esportivo Miécimo da Silva |
|                           | Quiñónes 16' · Huber 63' |       |        | Árbitro: ECU Carlos Vera          |

| 12 de julho de 2007 18:15 | Estados Unidos                                                       | 7 – 1 | Paraguai   | Estádio Olímpico João Havelange |
|                           | O'Hara 17', 52' · Cheney 19', 38', 50' · Nogueira 66' · McDonald 68' |       | Alarcón 3' | Árbitro: BRA Djalma Beltrame    |

| 14 de julho de 2007 14:00 | Estados Unidos                      | 3 – 1 | Panamá      | Centro Esportivo Miécimo da Silva    |
|                           | O'Hara 37' · Cheney 40' · Heath 53' |       | de Mera 21' | Árbitro: BRA Paulo César de Oliveira |

| 14 de julho de 2007 18:15 | Paraguai | 0 – 5 | México                                                            | Estádio Olímpico João Havelange |
|                           |          |       | López 24' · Saucedo 29', 82' · Corral 71', 89' (pen) · Ocampo 82' | Árbitro: BRA Wagner Tardelli    |

| 16 de julho de 2007 11:15 | Panamá     | 1 – 1 | Paraguai     | Centro Esportivo Miécimo da Silva |
|                           | Samuels 9' |       | Agüero 90+3' | Árbitro: CRC Ricardo Cerdas       |

| 16 de julho de 2007 18:15 | México | 0 – 1 | Argentina      | Estádio Olímpico João Havelange |
|                           |        |       | González 90+3' | Árbitro: BRA Héber Lopes        |

| 18 de julho de 2007 09:00 | Estados Unidos                                 | 3 – 0 | Argentina | Estádio Olímpico João Havelange |
|                           | Washington 20' · Nogueira 44' · McDonald 90+4' |       |           | Árbitro: BRA Alicio Pena Júnior |

| 18 de julho de 2007 10:00 | Panamá | 0 – 2 | México               | Centro Esportivo Miécimo da Silva |
|                           |        |       | Worbis 5', 28' (pen) | Árbitro: CRC Ricardo Cerdas       |

| 20 de julho de 2007 12:30 | Argentina                                   | 5 – 2 | Paraguai            | Centro Esportivo Miécimo da Silva |
|                           | Gómez 23', 53' · Ojeda 34', 67' · Gatti 73' |       | Vega 2' · Rodas 87' | Árbitro: BRA Djalma Beltrame      |

| 20 de julho de 2007 12:30 | México                            | 3 – 2 | Estados Unidos            | Estádio do Maracanã         |
|                           | López 62', 64' · Worbis 79' (pen) |       | Nogueira 24' · O'Hara 57' | Árbitro: PER Héctor Pacheco |

### Fase final
|  | Semifinais                    | Semifinais                    |   |                              | Final                         | Final |  |
|  |                               |                               |   |                              |                               |       |  |
|  | 23 de julho, 15:30 - Maracanã |                               |   |                              |                               |       |  |
|  | Brasil                        | 2                             |   |                              |                               |       |  |
|  | México                        | 0                             |   |                              |                               |       |  |
|  |                               |                               |   |                              |                               |       |  |
|  |                               |                               |   |                              | 26 de julho, 12:00 - Maracanã |       |  |
|  |                               |                               |   |                              | Brasil                        | 5     |  |
|  |                               | Estados Unidos                | 0 |                              |                               |       |  |
|  |                               |                               |   |                              |                               |       |  |
|  |                               |                               |   |                              |                               |       |  |
|  |                               |                               |   |                              | 3º lugar                      |       |  |
|  | 23 de julho, 19:00 - Maracanã | 23 de julho, 19:00 - Maracanã |   | 26 de julho, 9:00 - Maracanã | 26 de julho, 9:00 - Maracanã  |       |  |
|  | Estados Unidos                | 2                             |   | México                       | 1                             |       |  |
|  | Canadá                        | 1                             |   |                              | Canadá                        | 2     |  |

#### Semifinal
| 23 de julho de 2007 15:30 | Brasil                  | 2 – 0 | México | Estádio do Maracanã            |
|                           | Rosana Augusto 60', 66' |       |        | Árbitro: PAR Atilio Invernizzi |

| 23 de julho de 2007 19:00 | Estados Unidos  | 2 – 1 | Canadá   | Estádio do Maracanã         |
|                           | Cheney 18', 77' |       | Lang 88' | Árbitro: CRC Ricardo Cerdas |

#### Disputa pelo bronze
| 26 de julho de 2007 09:00 | México           | 1 – 2 | Canadá                    | Estádio do Maracanã            |
|                           | Worbis 65' (pen) |       | Sinclair 21' · Kiss 45+2' | Árbitro: BOL Joaquín Antequera |

#### Final
| 26 de julho de 2007 12:00 | Brasil                                                              | 5 – 0 | Estados Unidos | Estádio do Maracanã                                                                              |
|                           | Marta 19' (pen), 56' (pen) · Cristiane 30', 48' · Daniela Alves 76' | Fonte |                | Árbitro: URU Fernando Cabrera Assistente 1: URU Carlos Pastorino Assistente 2:CRC Marvin Ramírez |

| Brasil | EUA |

| G               | 1  | Andréia        |                 |             |
| LD              | 3  | Aline          |                 |             |
| Z               | 4  | Renata Costa   |                 |             |
| Z               | 5  | Elaine         |                 |             |
| LE              | 6  | Rosana         |                 | Substituído |
| V               | 16 | Tânia Maranhão |                 |             |
| V               | 7  | Daniela Alves  |                 |             |
| M               | 8  | Formiga        |                 |             |
| M               | 10 | Marta          |                 |             |
| A               | 11 | Cristiane      |                 | Substituído |
| A               | 15 | Maycon         |                 |             |
| Substitutas:    |    |                |                 |             |
| A               | 9  | Kátia Cilene   | Entrou em campo |             |
| A               | 14 | Pretinha       | Entrou em campo |             |
| Treinador:      |    |                |                 |             |
| Jorge Barcellos |    |                |                 |             |

| G             | 1  | Alyssa Naeher    |                               |             |
| LD            | 2  | Brittany Taylor  | Penalizado com cartão amarelo |             |
| Z             | 4  | Kaley Fountain   |                               |             |
| Z             | 6  | Nikki Marshall   |                               |             |
| LE            | 16 | Lauren Wilmoth   |                               | Substituído |
| V             | 11 | Tobin Heath      |                               |             |
| V             | 12 | Kylie Wright     |                               |             |
| M             | 15 | Becky Edwards    |                               |             |
| M             | 7  | Casey Nogueira   |                               |             |
| A             | 8  | Lauren Cheney    |                               |             |
| A             | 17 | Kelley O'Hara    |                               |             |
| Substitutas:  |    |                  |                               |             |
| M             | 10 | Michelle Enyeart | Entrou em campo               |             |
| Treinadora:   |    |                  |                               |             |
| Jillian Ellis |    |                  |                               |             |

## Premiação
| Campeão Pan-Americano de 2007 |
| ----------------------------- |
| Brasil (2º título)            |

### Classificação final

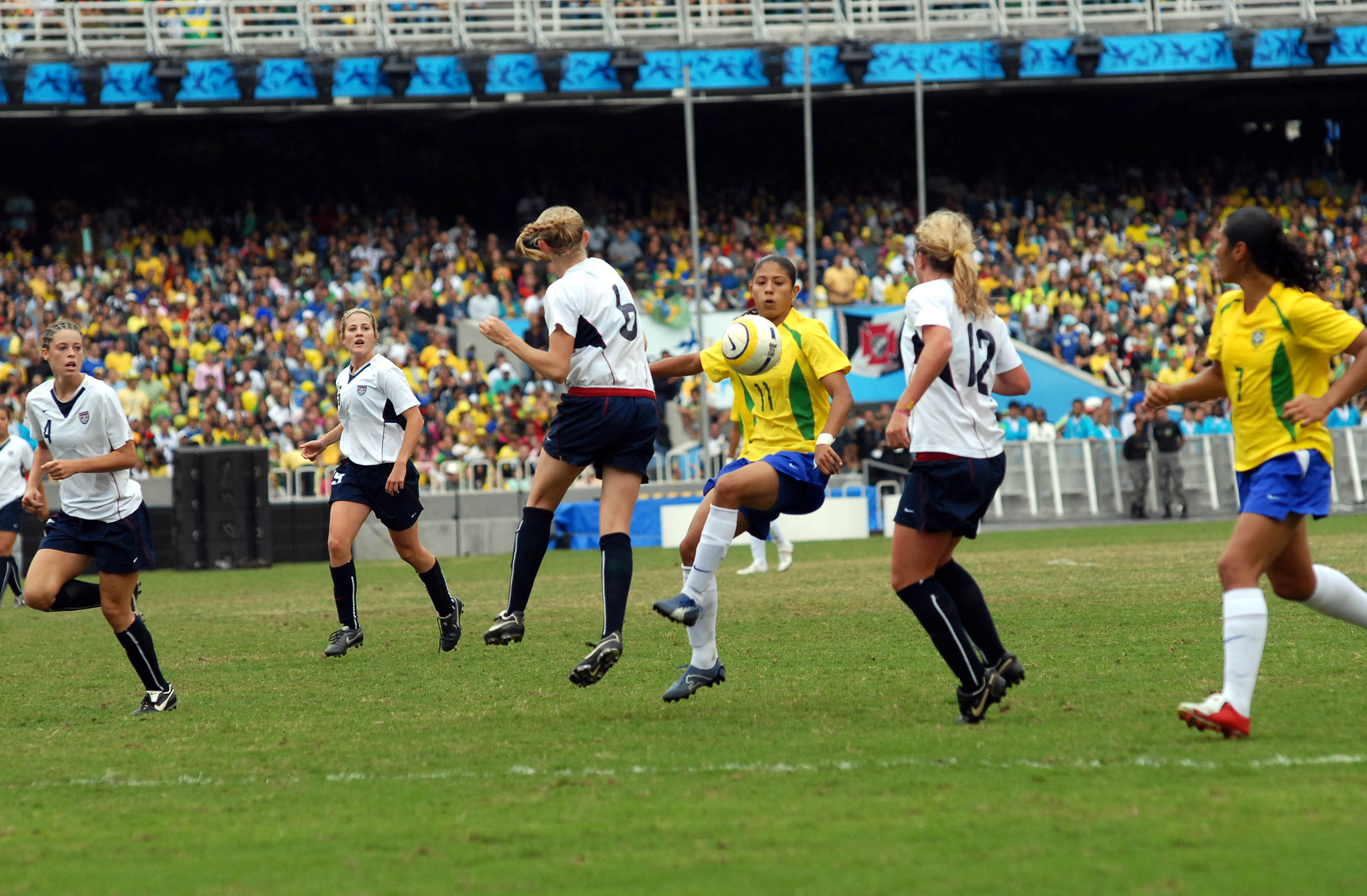
Final do torneio feminino entre Brasil e Estados Unidos

| Pos.              | Equipe             | Campanha (V-E-D) |
| ----------------- | ------------------ | ---------------- |
| Medalha de ouro   | BRA Brasil         | (6-0-0)          |
| Medalha de prata  | USA Estados Unidos | (4-0-2)          |
| Medalha de bronze | CAN Canadá         | (4-0-2)          |
| 4                 | MEX México         | (3-0-3)          |
| 5                 | ARG Argentina      | (3-0-1)          |
| 6                 | JAM Jamaica        | (1-1-2)          |
| 7                 | ECU Equador        | (1-0-3)          |
| 8                 | PAN Panamá         | (0-1-3)          |
| 9                 | URU Uruguai        | (0-1-3)          |
| 10                | PAR Paraguai       | (0-1-3)          |